# Dorfkirche Rotberg (Schönefeld)

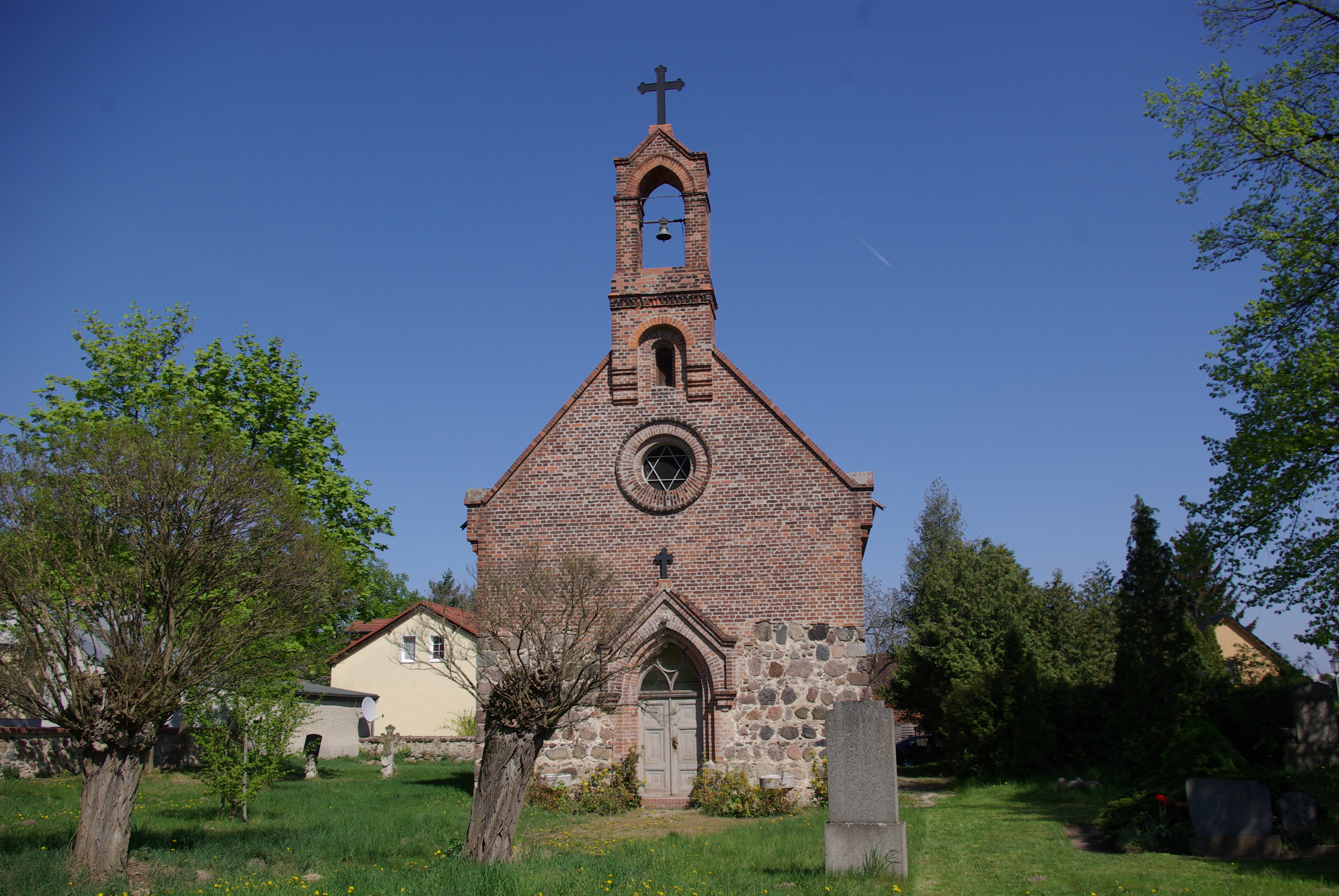
Dorfkirche Rotberg

Die evangelische Dorfkirche Rotberg ist eine Feldsteinkirche in Rotberg, einem Gemeindeteil des Ortsteils Waltersdorf, der wiederum zur Gemeinde Schönefeld im Landkreis Dahme-Spreewald im Land Brandenburg gehört. Sie wird von der Evangelischen Kirchengemeinde Selchow, Rotberg, Waßmannsdorf und Kiekebusch betreut, die zum Evangelischen Kirchenkreis Neukölln zählt.

## Geschichte
Über die Geschichte des Sakralbaus ist bislang nicht viel bekannt. Er entstand im 14. Jahrhundert und wurde 1860 neugotisch umgebaut.

## Architektur

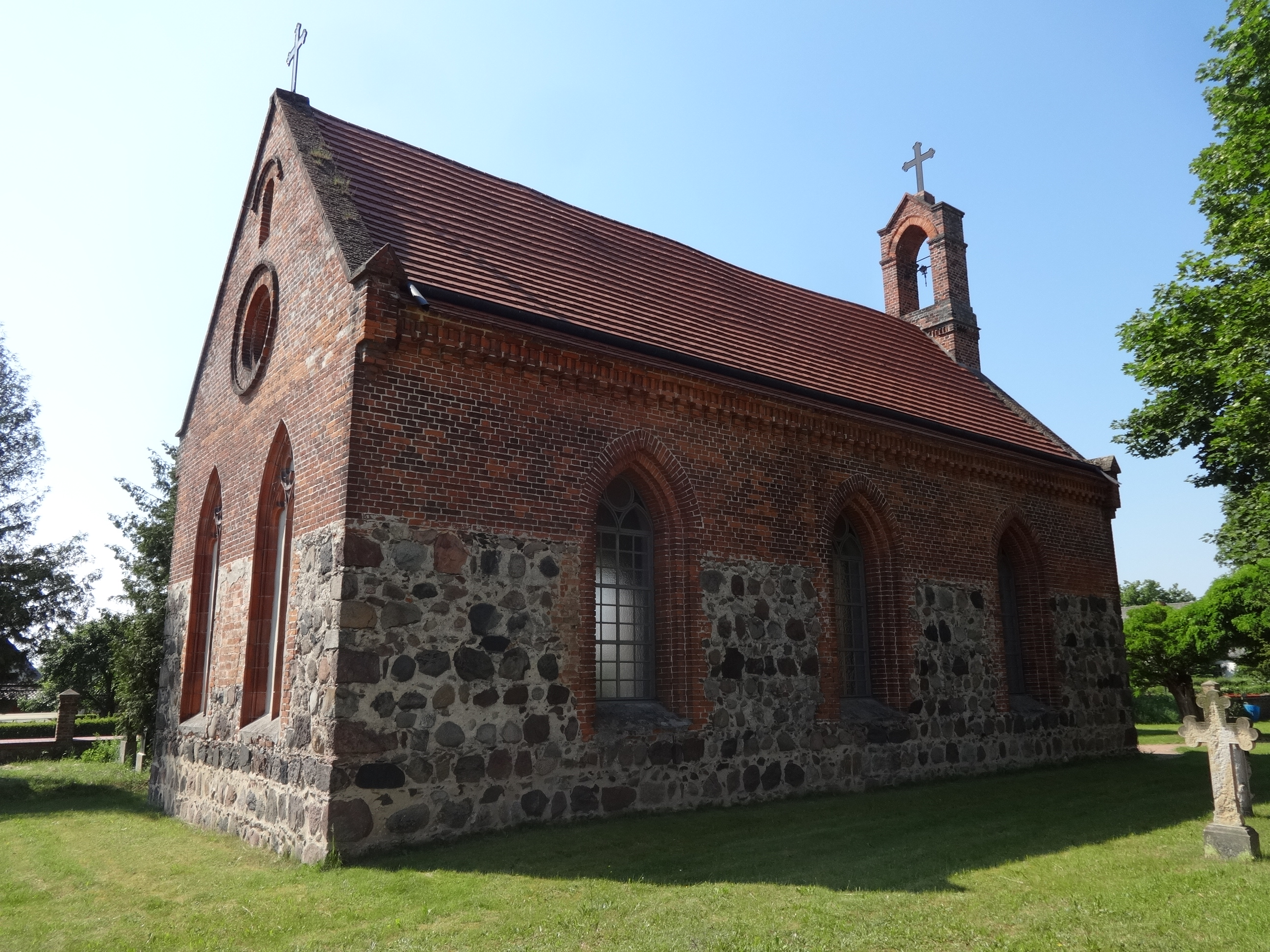
Ansicht von Nordosten

Die Saalkirche entstand aus Feldsteinen. Diese sind nicht behauen und bis auf die unterste Lage kaum geschichtet. Lediglich an den Ecken des Bauwerks wurden die Steine behauen. Die Zwischenräume sind mit Granitsplittern aufgefüllt. Das obere Drittel des Kirchenschiffs besteht seit den Umbauarbeiten im 19. Jahrhundert aus rötlichem Mauerstein. An der Nord- und Südseite befinden sich drei Spitzbogenfenster, die mit einem dreifach gestuften Gewände – ebenfalls aus Mauerstein – verziert sind. An der Ostseite findet sich ebenfalls dieselbe Form, jedoch ersetzen weiße Blenden die Glasscheiben und formen Maßwerkfenster mit Nonnenköpfen. Darüber ist im Giebel ein Radfenster sowie ein deutlich kleineres, bienenkorbförmiges Fenster vorhanden. Diese Struktur findet der Betrachter auch am westlichen Giebel. Darunter ist eine spitzbogenförmige Pforte, die mit einem dreiecksförmigen Gesims verziert ist. Die Baumeister brachten mit einem Fries an der Traufe einen weiteren Schmuck an dem Gebäude an. Das schlichte Satteldach ist mit Biberschwanz gedeckt. Am westlichen Giebel erstreckt sich ein Glockenstuhl, in dem im Jahr 2016 jedoch keine Glocke vorhanden ist. Es schließt, wie auch der östliche Giebel, mit einem Kreuz ab.

## Ausstattung
Die hölzerne Kanzel stammt aus der Zeit um 1700 und zeigt Jesus Christus sowie die Evangelisten.